# اودی‌پور
شهر اودی‌پور (به انگلیسی: Udaipur) با جمعیت ۴۵۶٫۹۹۴ نفر در ایالت راجستان در کشور هند واقع شده‌است.